# Віла-Алва
Віла-Алва (порт. Vila Alva; МФА: [ˈvi.ɫɐ ˈaɫ.vɐ]) — парафія в Португалії, у муніципалітеті Куба. Розташована в південній частині країни, на теренах історичної португальської провінції Алентежу. Входить до складу округу Бежа. За адміністративним поділом, чинним до 1976 року, терени парафії були складовою провінції Нижнє Алентежу. Належить до Безької діоцезії Католицької церкви. Патрон — Діва Марія. Площа — 37,1977 км². Населення — 514 ос. (2011). Слабо урбанізований регіон. Густота населення — 13,82 осіб/км²
. Код — 020703.

## Населення
| Кількість мешканців | Кількість мешканців | Кількість мешканців | Кількість мешканців | Кількість мешканців | Кількість мешканців | Кількість мешканців | Кількість мешканців | Кількість мешканців | Кількість мешканців | Кількість мешканців | Кількість мешканців | Кількість мешканців | Кількість мешканців | Кількість мешканців |
| ------------------- | ------------------- | ------------------- | ------------------- | ------------------- | ------------------- | ------------------- | ------------------- | ------------------- | ------------------- | ------------------- | ------------------- | ------------------- | ------------------- | ------------------- |
| 1864                | 1878                | 1890                | 1900                | 1911                | 1920                | 1930                | 1940                | 1950                | 1960                | 1970                | 1981                | 1991                | 2001                | 2011                |
| 1 290               | 1 371               | 1 218               | 1 154               | 1 288               | 1 321               | 1 372               | 1 398               | 1 361               | 1 189               | 863                 | 760                 | 696                 | 624                 | 514                 |